# West Point (Utah)

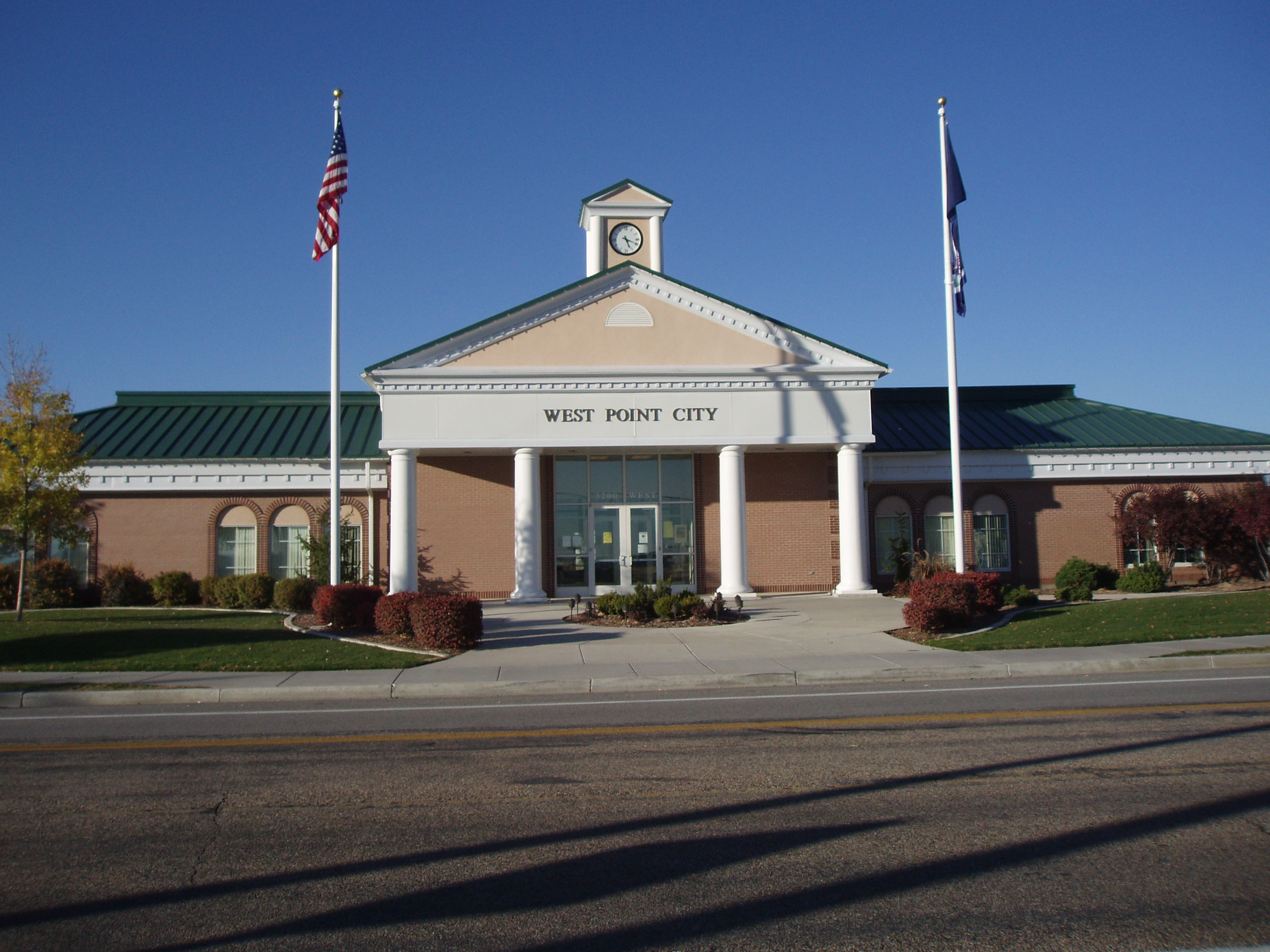
West Point, Utah

West Point is een plaats (city) in de Amerikaanse staat Utah, en valt bestuurlijk gezien onder Davis County.

## Demografie
Bij de volkstelling in 2000 werd het aantal inwoners vastgesteld op 6033.
In 2006 is het aantal inwoners door het United States Census Bureau geschat op 8186, een stijging van 2153 (35.7%).

## Geografie
Volgens het United States Census Bureau beslaat de plaats een oppervlakte van
18,7 km², waarvan 18,6 km² land en 0,1 km² water.

## Plaatsen in de nabije omgeving
De onderstaande figuur toont nabijgelegen plaatsen in een straal van 8 km rond West Point.